# Порошины
Порошины — старинный русский дворянский род, восходящий к концу XVI века.
Род Порошиных был внесён Губернским дворянским депутатским собранием в VI часть дворянских родословных книг Вологодской, Владимирской, Костромской, Московской и Симбирской губерний Российской империи

## Происхождение и история рода
По версии В. В. Богуславского Иван Пороша, сын последнего клинского князя («Дорогобужского») Осипа Андреевича, писался как Порошин и уже не имел княжеского титула. По версии В. В. Петрова род нетитулованных дворян Порошиных мог происходить от него.
Григорий, Феоктист и Богдан Фёдоровичи Порошины находились на службе в числе городовых дворян (1584) и вёрстаны поместным окладом.
В XVII веке представители рода Порошиных служили отечеству по Московскому списку и в стряпчих.
Андрей Иванович Порошин (умер в 1779 году) был генерал-поручиком и главным начальником Колывано-Воскресенских горных заводов; много сделал для развития горного промысла в России. Его сын Семён Андреевич стал писателем, а правнук Виктор — экономистом. Брат Виктора Порошина, Сергей, написал «Воспоминания», отрывки из которых печатались в «Русской Старине».

## Описание герба
На щите, разделенном горизонтально надвое, в верхней половине, в красном поле, разрезанном перпендикулярно чертой, с правой стороны положены крестообразно серебряная секира и копьё, острыми концами вверх, а с левой стороны — праща с золотыми веревками и на оной серебряное ядро. В нижней половине, в голубом поле, изображен щит, рыцарями в древние времена употребляемый.
На щите дворянский коронованный шлем. Намёт на щите голубой и красный, подложенный золотом и серебром. Герб дворянского рода был записан в Часть VI Общего гербовника дворянских родов Всероссийской империи, страница 34.

## Известные представители
- Порошин Фёдор — подьячий, воевода в Переславле-Рязанском (1618—1619).
- Порошин Кондратий Ташлыкович — мещерский городовой дворянин (1627—1629).
- Порошины: Михаил Григорьевич, Иван и Герасим Богдановичи — суздальские городовые дворяне (1627—1629).
- Порошины: Иван Феоктистович и Григорий Смирной — московские дворяне (1640—1658).
- Порошин Григорий — дьяк (1658—1677).
- Порошин Фёдор Кондратьевич — московский дворянин (1658—1668).
- Порошин Иван Северьянович — стряпчий (1682—1701).
- Порошин Яков Григорьевич — стольник царицы Натальи Кирилловны (1692).
- Порошины Пётр и Селуян Митрофановичи — стряпчие (1693).
- Порошины: Иван Иванович, Григорий Демидович, Глеб Иванович, Андрей Михайлович — московские дворяне (1677—1688)[7][8].